# Château de Saint-Rémy
Le château de Saint-Rémy  est une ancienne dépendance de l'abbaye de Fontenay située à Saint-Rémy (Côte-d'Or) (Côte-dOr) en Bourgogne-Franche-Comté.

## Localisation
Le château est construit en contrebas du village de Saint-Rémy sur la rive opposée de la Brenne et du canal de Bourgogne.

## Historique
En 1234 Hugues IV cède à l'abbaye de Fontenay la justice de Saint-Rémy en échange de ses possessions de Beaune. En 1237, Aalays de Villaines-lès-Prévôtes, veuve de Gui de Santenay, donne à l'abbaye de Fontenay ce qu'elle à Saint-Rémy. En 1236-1239, l'abbaye de Fontenay achète des terres autour du moulin de Saint-Rémy. En 1461 Saint-Rémy et Blaisey sont  possessions de l'abbaye de Fontenoy. En 1540 l'édifice primitif est largement remanié par le dernier abbé régulier, Jacques de Jaucourt, qui construit le logis des abbés commendataires. En 1774 l’ensemble semble encore en bon état et vendu comme bien national en 1795. Transforme en exploitation agricole, sa restauration est entreprise au début du XXe siècle[réf. souhaitée].

## Architecture
Le château est bâti sur une large plate-forme rectangulaire, entourée de fossés en eau, alimentés au sud par un petit canal relié au canal de Bourgogne. Les bâtiments, postérieurs au XVIIe siècle, sont regroupés au centre et au sud de la plate-forme. Le pont dormant, au sud, conduit à une tour-porche qui semble dater du XVIIe siècle percée d'une porte charretière avec porte piétonne à droite. Celle-ci est accostée à gauche à un petit bâtiment carré jouxtant une première grange orientée nord-sud, le long de laquelle court une galerie de bois. La cour est fermée au nord par une seconde grange, orientée est-ouest[réf. souhaitée]. 
Le corps de logis, à droite en entrant, est constitué par un bâtiment gothique d’un étage et demi  ouvert de deux fenêtres simples par façade au rez-de-chaussée et d'autant double croisillon à l'étage. Orienté est-ouest celui-ci coupe en deux la cour intérieure avec un retour d'angle moderne couvert d'un toit brisé plus bas que le bâtiment principal. Son rez-de-chaussée s'ouvre de cinq grandes arcades séparées par des pilastres à cannelure et se termine par une tour carrée en saillie dans le fossé, ouverte à la base de deux canonnières. Dans l'angle des deux corps de logis, une tourelle hexagonale demi-hors-œuvre porte sur le fronton de sa porte deux dates : 1543 et 1611. L'angle nord-est de la plate-forme est occupé par un pigeonnier circulaire[réf. souhaitée]. 
Les façades et les toitures du château, de la porterie, des communs attenants et du pigeonnier. La galerie et la chapelle sont inscrits aux monuments historiques par arrêté du 25 octobre 1971.